# 이란 항공의 운항 노선
2017년 3월 기준으로 이란 항공은 다음과 같은 노선을 운항하고 있다.

## 운항 노선

### 아시아

#### 남아시아
- 인도
  - 뭄바이 - 차트라파티 시바지 마하라지 국제공항

#### 서남아시아
- 레바논
  - 베이루트 - 베이루트 라피크 하리리 국제공항
- 사우디아라비아
  - 제다 - 킹 압둘아지즈 국제공항
  - 메디나 - 프린스 모하메드 빈 압둘아지즈 국제공항
- 시리아
  - 다마스쿠스 - 다마스쿠스 국제공항
- 아랍에미리트
  - 두바이 - 두바이 국제공항
  - 두바이 - 알막툼 국제공항 화물
- 이라크
  - 바그다드 - 바그다드 국제공항
  - 나자프 - 알 나자프 국제공항
- 이란
  - 테헤란 - 테헤란 이맘 호메이니 국제공항 국제선 허브
  - 테헤란 - 테헤란 메흐라바드 국제공항 국내선 허브
  - 람사르 - 람사르 국제공항
  - 마슈하드 - 마슈하드 국제공항
  - 반다르압바스 - 반다르압바스 국제공항
  - 비르잔드 - 비르잔드 국제공항
  - 쉬라즈 - 쉬라즈 국제공항
  - 이스파한 - 이스파한 국제공항
  - 키쉬섬 - 키쉬 국제공항
  - 케슘섬 - 키슘 국제공항
  - 타브리즈 - 타브리즈 국제공항
  - 고르간 - 고르간 공항
  - 노샤르 - 노샤르 공항
  - 데즈풀 - 데즈풀 공항
  - 라르 - 라르 공항
  - 라슈트 - 라슈트 공항
  - 반다르랭게 - 반다르랭게 공항
  - 보즈누르드 - 보즈누르드 공항
  - 부셰르 - 부셰르 공항
  - 사리 - 사리 공항
  - 샤흐레코르드 - 샤흐레코르드 공항
  - 아라크 - 아라크 공항
  - 아르다빌 - 아르다빌 공항
  - 아바단 - 아바단 공항
  - 아와즈 - 아와즈 공항
  - 야즈드 - 야즈드 공항
  - 우르미아 - 우르미아 공항
  - 자헤단 - 자헤단 공항
  - 차바하르 - 차바하르 공군기지
  - 케르만 - 케르만 공항
  - 케르만샤 - 케르만샤 공항
  - 호라마바드 - 호라마바드 공항
- 카타르
  - 도하 - 하마드 국제공항 여객+화물
- 쿠웨이트
  - 쿠웨이트 시티 - 쿠웨이트 국제공항
- 파키스탄
  - 카라치 - 진나 국제공항

#### 중앙아시아
- 아제르바이잔
  - 바쿠 - 헤이다르 알리예프 국제공항[1]
- 조지아
  - 트빌리시 - 트빌리시 국제공항[2]

### 유럽

#### 서유럽
- 영국
  - 런던 - 히스로 공항
- 프랑스
  - 파리 - 파리 샤를 드 골 공항
- 독일
  - 프랑크푸르트 - 프랑크푸르트암마인 공항
  - 쾰른 - 쾰른 본 공항
  - 함부르크 - 함부르크 공항
- 네덜란드
  - 암스테르담 - 암스테르담 스히폴 공항

#### 중유럽
- 오스트리아
  - 빈 - 빈 국제공항

#### 남유럽
- 이탈리아
  - 로마 - 로마 피우미치노 공항
  - 밀라노 - 밀라노 말펜사 공항
- 튀르키예
  - 앙카라 - 에센보아 국제공항
  - 이스탄불 - 아르나부코이 국제공항

#### 동유럽
- 러시아
  - 모스크바 - 셰레메티예보 국제공항[3]
  - 상트페테르부르크 - 풀코보 공항[4]
- 세르비아
  - 베오그라드 - 베오그라드 니콜라 테슬라 국제공항[5]
- 헝가리
  - 부다페스트 - 부다페스트 페리 헤지 국제공항

#### 북유럽
- 덴마크
  - 코펜하겐 - 코펜하겐 카스트럽 국제공항
- 스웨덴
  - 스톡홀름 - 스톡홀름 알란다 국제공항
  - 말뫼 - 말뫼 공항[6]
  - 예테보리 - 예테보리 란드베터 공항

## 단항 노선

### 아시아

#### 동아시아
- 대한민국
  - 서울 - 인천국제공항
- 중화인민공화국
  - 베이징 - 베이징 수도 국제공항
- 일본
  - 도쿄 - 나리타 국제공항

#### 동남아시아
- 말레이시아
  - 쿠알라룸푸르 - 쿠알라룸푸르 국제공항
- 싱가포르
  - 싱가포르 - 싱가포르 창이 공항
- 태국
  - 방콕 - 수완나품 공항

#### 남아시아
- 방글라데시
  - 다카 - 샤잘랄 국제공항
- 인도
  - 델리 - 인디라 간디 국제공항

#### 서남아시아
- 바레인
  - 마나마 - 바레인 국제공항
- 사우디아라비아
  - 다란 - 다란 국제공항
  - 담맘 - 킹 파드 국제공항
- 아랍에미리트
  - 아부다비 - 아부다비 국제공항
  - 샤르자 - 샤르자 국제공항
- 아프가니스탄
  - 카불 - 카불 국제공항
- 오만
  - 무스카트 - 무스카트 국제공항

#### 중앙아시아
- 우즈베키스탄
  - 타슈켄트 - 이슬람 카리모프 타슈켄트 국제공항
- 카자흐스탄
  - 알마티 - 알마티 국제공항
- 투르크메니스탄
  - 아시가바트 - 아시가바트 국제공항

### 아프리카

#### 동아프리카
- 우간다
  - 엔테베 - 엔테베 국제공항
- 케냐
  - 나이로비 - 조모 케냐타 국제공항

#### 북아프리카
- 이집트
  - 카이로 - 카이로 국제공항

### 유럽

#### 서유럽
- 영국
  - 런던 - 런던 개트윅 국제공항
- 프랑스
  - 파리 - 파리 오를리 공항

#### 중유럽
- 스위스
  - 제네바 - 제네바 국제공항

#### 남유럽
- 그리스
  - 아테네 - 아테네 국제공항
- 스페인
  - 마드리드 - 마드리드 바하라스 국제공항
- 키프로스
  - 라르나카 - 라르나카 국제공항
- 튀르키예
  - 이스탄불 - 아타튀르크 국제공항

#### 북유럽
- 노르웨이
  - 오슬로 - 오슬로 가르데르모엔 국제공항

### 아메리카

#### 북아메리카
- 미국
  - 뉴욕 - 존 F. 케네디 국제공항

#### 남아메리카
- 베네수엘라
  - 카라카스 - 시몬 볼리바르 국제공항